# 2002년 서울국제여성영화제
제4회 서울국제여성영화제는 2002년 4월에 개최된 영화제이다. 동숭아트센터 동숭홀, 하이퍼텍 나다에서 개최되었으며 사회자는 이혜영이다.

## 수상 및 후보

### 최우수상
- 가족 프로젝트ㅡ아버지의 집 - 조윤경 수상

### 우수상
- 투 해피 투 다이 - 최진영 수상
- 미끼 - 김경희 수상

### 관객상
- 그해 아폴로 11호는 달에 갔을까? - 김경화 수상
- 다큐멘터리 옥랑문화 수상작
- 봄이오면 - 정수연 수상
- 왠지 작은 찻잔과 밥그릇 - 이정화 수상

### 여성신문상
- 겨울에서 겨울로 - 박순옥 수상

### 박남옥 영화상
- 아름다운 생존 : 여성 영화인을 말한다 - 임순례 수상